# Nicole Megow
Nicole Megow (* 25. Dezember 1976 in Dessau) ist eine deutsche Mathematikerin und Theoretische Informatikerin. Sie leitet die Arbeitsgruppe „Kombinatorische Optimierung und Logistik“ am Fachbereich 3 - Mathematik und Informatik der Universität Bremen.

## Werdegang
Megow begann 1996 ein Studium der Wirtschaftsmathematik an der Technischen Universität Berlin. 2001 verbrachte sie ein Jahr als Gaststudentin am Operations Research Center des Massachusetts Institute of Technology, im Juli 2002 schloss sie das Studium an der TU Berlin mit einer Diplomarbeit über „Performance analysis of on-line algorithms in machine scheduling“ als Dipl.-Math. oec. ab. Anschließend war sie als wissenschaftliche Mitarbeiterin des Instituts für Mathematik der TU Berlin im Matheon-Forschungszentrum tätig. 2006 wurde sie an der TU Berlin bei Rolf H. Möhring mit einer Dissertation zum Thema „Coping with Incomplete Information in Scheduling – Stochastic and Online Models“ zur Dr. rer. nat. promoviert.
Ab 2008 forschte sie als Postdoktorandin bzw. ab 2012 als leitende Wissenschaftlerin am Max-Planck-Institut für Informatik in Saarbrücken. Jeweils dreimonatige Forschungsaufenthalte verbrachte sie an der University of New South Wales (2005), der Universidad de Chile (2008 sowie 2014) und der University of Sydney (2011). Von 2011 bis 2012 wurde ihr eine Vertretungsprofessur für Diskrete Optimierung an der Technischen Universität Darmstadt übertragen. Von 2012 an leitete sie eine Emmy-Noether-Nachwuchsgruppe am Institut für Mathematik der TU Berlin. 2015 folgte sie dem Ruf auf eine Tenure-Track Professur für Diskrete Mathematik an der Technischen Universität München.
Nach einem Ruf als Universitätsprofessorin an der Universität Bremen wechselte sie an das dortige Institut für Informatik und bekam die Leitung dessen Arbeitsgruppe „Informatikmethoden zur adaptiven Steuerung in Logistik und Produktion“ übertragen.
Ihre Forschungsschwerpunkte liegen in den Bereichen „Kombinatorische Optimierung“ sowie „effiziente Algorithmen“ mit den Aspekten
- Approximationsalgorithmen,
- Scheduling, Ressourcenmanagement, Netzwerkgestaltung und Routing
- Umgang mit Ungewissheit bei Optimierungsproblemen: Online, Stochastische und Robuste Optimierung.

## Auszeichnungen
- Kollegiatin des Schiemann-Kollegs (2013 bis 2016)[2]
- Heinz-Maier-Leibnitz-Preis 2013
- Berliner Wissenschaftspreis 2012
- seit 2012 Mitglied von AcademiaNet nach Nominierung durch die Deutsche Forschungsgemeinschaft[3]
- Dissertationspreis der Gesellschaft für Operations Research (2007)[4]

## Publikationen
Bis 2017 wurden über 50 Zeitschriften-, Buch- und Konferenzbeiträge veröffentlicht, die von Nicole Megow im Rahmen ihrer wissenschaftlichen Tätigkeit verfasst wurden bzw. an denen sie wesentlich beteiligt war.
- Publikationen indiziert im Digital Bibliography & Library Project (DBLP)
- Publikationen bei der akademischen Literatursuchmaschine Google Scholar
- Publikationen bei ResearchGate